# Corneli Nepot
Corneli Nepot (llatí: Cornelius Nepos) va néixer aproximadament l'any 100 aC a la ciutat de Ticinum, dins la Gàl·lia Cisalpina. Mai no va entrar en política, sinó que la seva vida la va dedicar a la família, d'origen eqüestre, i a la literatura. Va formar part del cercle d'amistats d'Àtic i va morir després del 27 aC, és a dir, sota el mandat d'August.
Actualment, se'n conserven 70 manuscrits i se'n tenen referències de 15 desconeguts.

## Obra

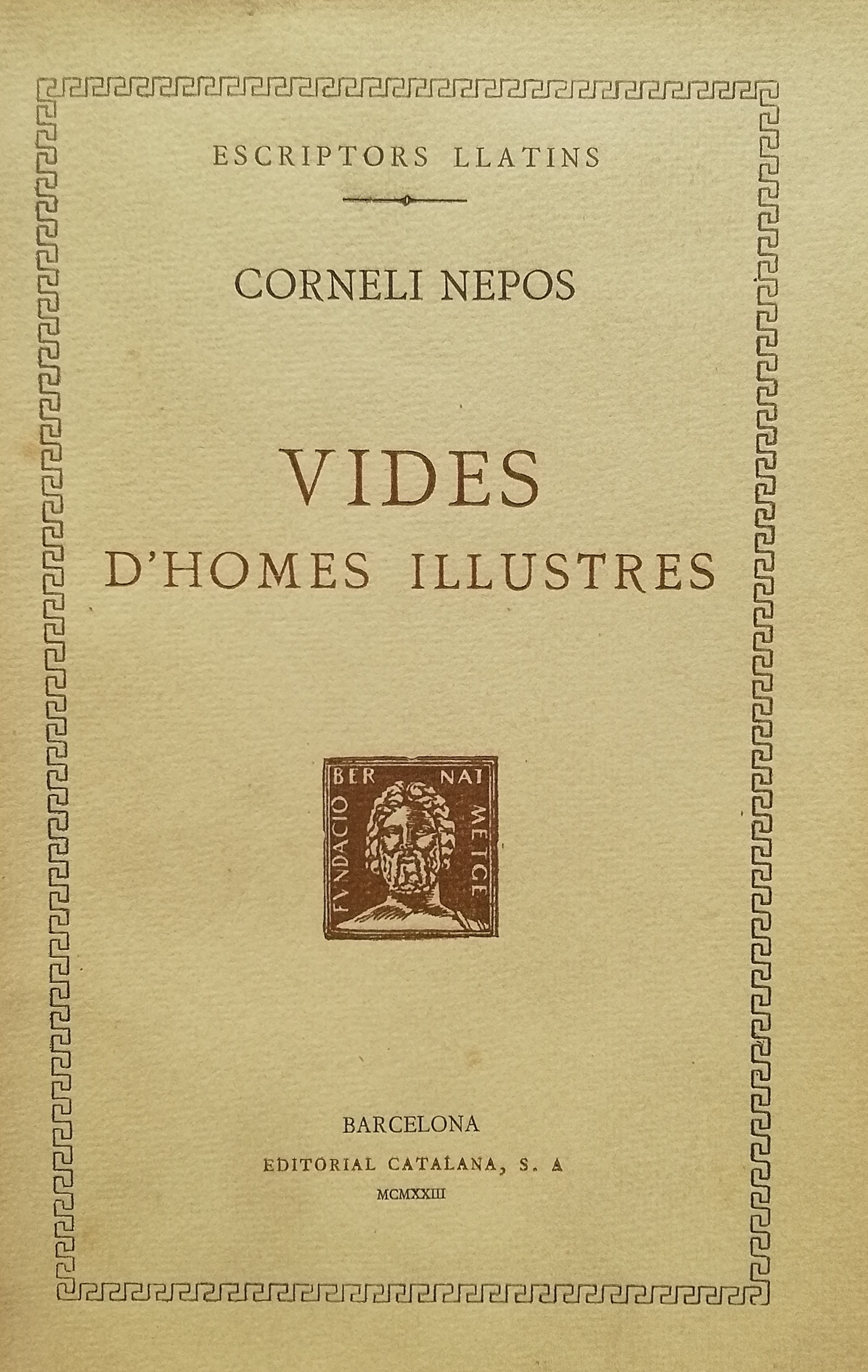
De viris illustribus (Vides d'homes il·lustres), traducció catalana publicada a Barcelona per la Fundació Bernat Metge dins la Col·lecció Fundació Bernat Metge l'any 1923

La seva obra principal és De viris illustribus, una sèrie de llibres sobre reis estrangers i romans, generals, oradors, historiadors, poetes i gramàtics.
- Chronica: escrits abans de l'any 54 aC, són l'obra més antiga de Nepot. S'hi recullen els principals esdeveniments de la història de Grècia i Roma.
- Exempla: representen un gènere innovador. Són una col·lecció d'anècdotes recopilades segons els arguments d'aquestes.
- Vita Ciceronis
- Epistulae ad Ciceronem
- De latinis hitoricis
- Aemilii Probi de Vita excellentium

També va escriure alguns poemes breus i potser també una obra de geografia. Trobem en les seves obres referències a aquests escrits.

## Models i fonts
Nepot es va servir de la crònica d'Apol·lodor d'Atenes per escriure els Chronica. Com es pot veure dins l'obra, l'autor utilitza el mateix any de fundació de Roma que Apol·lodor, l'any 751/50 aC.
En els cinc primers llibres dels Exempla, Nepot es veu influït per les tècniques de l'encomium, un text de lloança.
Corneli Nepot obre noves vies dins la literatura llatina amb els Chronica, els Exempla i les biografies. Cal destacar que, a part de no haver-se fet mai biografies de polítics, escriu també la biografia d'algú viu, Àtic. Tot i això, no és el primer biògraf romà, sinó l'autor més antic que s'ha conservat.

## Tècnica i estil
Les biografies de Nepot no tenen una estructura fixa lligada al gènere, sinó que fa una mescla entre la biografia alexandrina i la peripatètica de Plutarc. A més, fa servir la tècnica de l'elogi, ja que coneix bé les seves fórmules.
Utilitza una lingüística clàssica; no es preocupa gaire per l'estil de les seves obres i, per tant, trobem algunes expressions antiquades.
En conjunt, la narració és distesa, i molt més accessible que Sal·lusti i Tàcit, és una narració sense prevencions.

## Pervivència
Els Chronica segurament van ser suplantats dins l'obra d'Àtic.
Plini el Vell utilitza una tauleta cronològica basada en Nepot.
Nepot és el més important predecessor de Suetoni, Higini i Jeroni, que imiten les seves biografies.
En època moderna, Nepot s'utilitzava en les escoles, i la seva primera traducció a una llengua moderna va ser el 1550, feta per Remigio Florentino.
Actualment, s'està redescobrint Nepot, ja que té molts aspectes importants; escriu la primera obra històrica llatina que no sols es basava en la història romana, fent accessibles figures de la història grega als lectors romans.

## Traduccions catalanes
- Vides d'homes il·lustres (De viris illustribus). Primera edició, traducció de Manuel de Montoliu. Barcelona, 1923. Col·lecció Fundació Bernat Metge.
- Vides d'homes il·lustres (De viris illustribus). Segona edició de Josep Vergés. Barcelona. Fundació Bernat Metge.